# Ruben Santiago-Hudson
Ruben Santiago-Hudson (ur. 24 listopada 1956 w Lackawannie) – amerykański aktor.

## Życie prywatne
Jest synem kolejarza Rubena Santiago i Alean Hudson. Uczęszczał na Wayne State University w Detroit. Otrzymał licencjat z teatru na Uniwersytecie Binghamton w Vestal, a doktorat na Buffalo State College w Nowym Jorku. Ma czwórkę dzieci: synów Brodericka i Rubena III z pierwszego związku oraz syna Treya i córkę Lily z małżeństwa z Jeannie Brittan.

## Filmografia

### Film
| Tytuł filmu                                            | Oryginalny tytuł                                       | Rok produkcji | Rola                   |
| ------------------------------------------------------ | ------------------------------------------------------ | ------------- | ---------------------- |
| Książę w Nowym Jorku                                   | Coming to America                                      | 1988          | Uliczny przedsiębiorca |
| Którędy do domu?                                       | Which Way Home                                         | 1991          | Jim Waters             |
| Zakazana miłość                                        | Bleeding Hearts                                        | 1994          | Todd                   |
| Eksplozja                                              | Blown Away                                             | 1994          | Blanket                |
| The Return of Hunter                                   | The Return of Hunter                                   | 1995          | Detektyw Stan Lewis    |
| Salomon i królowa Saby                                 | Solomon & Sheba                                        | 1995          | Tamrin                 |
| Córeczka                                               | Daddy’s Girl                                           | 1996          | Kevin                  |
| Adwokat diabła                                         | The Devil's Advocate                                   | 1997          | Leamon Heath           |
| Okno na podwórze                                       | Rear Window                                            | 1998          | Antonio Fredericks     |
| Polowanie na jednorożca                                | The Hunt for the Unicorn Killer                        | 1999          | Det. Newhouse          |
| Amerykańska tragedia                                   | American Tragedy                                       | 2000          | Christopher Darden     |
| Shaft                                                  | Shaft                                                  | 2000          | Jimmy Groves           |
| Teren prywatny                                         | Domestic Disturbance                                   | 2001          | Sierżant Edgar Stevens |
| Uwierz w siebie                                        | The Red Sneakers                                       | 2002          | Joe                    |
| Mały John                                              | Little John                                            | 2002          | Steven                 |
| Winning Girls Through Psychic Mind Control             | Winning Girls Through Psychic Mind Control             | 2002          | Samuel Menendez        |
| Unchained Memories: Readings from the Slave Narratives | Unchained Memories: Readings from the Slave Narratives | 2003          | Lektor                 |
| Ich oczy oglądały Boga                                 | Their Eyes Were Watching God                           | 2005          | Joe Starks             |
| Lackawanna Blues                                       | Lackawanna Blues                                       | 2005          | Freddie Cobbs          |
| Mr. Brooks                                             | Mr. Brooks                                             | 2007          | Hawkins                |
| Honeydripper                                           | Honeydripper                                           | 2007          | Stokely                |
| Amerykański gangster                                   | Amerykański gangster                                   | 2007          | Doc                    |
| Long Island Confidential                               | Long Island Confidential                               | 2008          | Calvin Burke           |
| Było sobie kłamstwo                                    | The Invention of Lying                                 | 2009          | Właściciel             |

### Serial
| Tytuł filmu                        | Oryginalny tytuł                  | Rok produkcji     | Rola                     |
| ---------------------------------- | --------------------------------- | ----------------- | ------------------------ |
| Kochany John                       | Dear John                         | 1990 – 1992       | Curtis                   |
| Dzień za dniem                     | Life Goes On                      | 1990 – 1992       | Pan Serno                |
| Prawo i porządek                   | Law & Order                       | 1990 – 2008       | Pan Gaines               |
| Nowojorscy gliniarze               | NYPD Blue                         | 1994 – 1995       | Otis                     |
| Zagadki Cosby’ego                  | The Cosby Mysteries               | 1994 – 2003       | Oficer policji           |
| Ulice Nowego Jorku                 | New York Undercover               | 1994 – 2003       | Johnny                   |
| Dotyk anioła                       | Touched by an Angel               | 1994 – 2003       | Dr Joe                   |
| Zdarzyło się jutro                 | Early Edition                     | 1996 – 2000       | Emmett Brown             |
| Prawnik z Manhattanu               | Michael Haynes                    | 1997 – 1998       | Eddie Diaz               |
| Prezydencki poker                  | The West Wing                     | 1999              | Morris Tolliver          |
| Prawo i porządek: sekcja specjalna | Law & Order: Special Victims Unit | 1999 – 2005       | Carlos Guzman            |
| Brygada ratunkowa                  | Third Watch                       | 1999 – 2005       | Det. Wolfort             |
| Szczęśliwa karta                   | Wild Card                         | 2003 – 2004       | Bennett Graham           |
| Whoopi                             | Whoopi                            | 2003 – 2004       | Marshall                 |
| Castle                             | Castle                            | 2009 – 2011, 2014 | Kapitan Roy Montgomery   |
| Impersonalni                       | Person of Interest                | 2011              | Sam Latimer              |
| Low Winter Sun                     | Low Winter Sun                    | 2013              | Porucznik Charles Dawson |